# Бурас (Луїзіана)
Бурас (англ. Buras) — переписна місцевість (CDP) в США, в окрузі Плакмін штату Луїзіана. Населення — 1109 осіб (2020).

## Географія
Бурас розташований за координатами 29°21′13″ пн. ш. 89°31′26″ зх. д. / 29.35361° пн. ш. 89.52389° зх. д. (29.353663, -89.523973).  За даними Бюро перепису населення США в 2010 році переписна місцевість мала площу 8,67 км², з яких 5,96 км² — суходіл та 2,71 км² — водойми.

### Клімат
Громада знаходиться у зоні, котра характеризується вологим субтропічним кліматом. Найтепліший місяць — липень із середньою температурою 28 °C (82.4 °F). Найхолодніший місяць — січень, із середньою температурою 13 °С (55.4 °F).
| Клімат Бураса           | Клімат Бураса | Клімат Бураса | Клімат Бураса | Клімат Бураса | Клімат Бураса | Клімат Бураса | Клімат Бураса | Клімат Бураса | Клімат Бураса | Клімат Бураса | Клімат Бураса | Клімат Бураса | Клімат Бураса |
| Показник                | Січ.          | Лют.          | Бер.          | Квіт.         | Трав.         | Черв.         | Лип.          | Серп.         | Вер.          | Жовт.         | Лист.         | Груд.         | Рік           |
| Абсолютний максимум, °C | 28,3          | 28,3          | 35            | 32,2          | 35            | 37,2          | 37,8          | 37,8          | 35,6          | 33,3          | 29,4          | 28,3          | 37,8          |
| Середній максимум, °C   | 17,8          | 18,8          | 21,4          | 25,2          | 28,6          | 31            | 32            | 31,9          | 30,2          | 26,4          | 22,1          | 18,4          | 25,3          |
| Середня температура, °C | 13            | 14,2          | 16,6          | 20,8          | 24,4          | 27            | 28            | 28            | 26,4          | 22,1          | 17,6          | 13,7          | 21            |
| Середній мінімум, °C    | 8,2           | 9,5           | 11,9          | 16,3          | 20,2          | 22,9          | 23,9          | 24,1          | 22,7          | 17,9          | 13,1          | 9,1           | 16,7          |
| Абсолютний мінімум, °C  | −12,2         | −7,8          | −2,2          | 5             | 8,3           | 12,8          | 16,7          | 16,1          | 11,7          | 2,2           | −0,6          | −10           | −12,2         |
| Норма опадів, мм        | 127           | 112           | 123           | 111           | 89            | 172           | 203           | 161           | 186           | 102           | 100           | 123           | 1610          |
| Днів з опадами          | 8             | 8             | 7             | 5             | 6             | 9             | 13            | 11            | 9             | 5             | 6             | 8             | 95            |
| ----------------------- | ------------- | ------------- | ------------- | ------------- | ------------- | ------------- | ------------- | ------------- | ------------- | ------------- | ------------- | ------------- | ------------- |
| Джерело: Weatherbase    |               |               |               |               |               |               |               |               |               |               |               |               |               |

## Демографія
Згідно з переписом 2010 року, у переписній місцевості мешкало 945 осіб у 336 домогосподарствах у складі 243 родин. Густота населення становила 109 осіб/км².  Було 427 помешкань (49/км²).
Расовий склад населення:
| - 61,7 % — білих - 22,2 % — азіатів - 6,8 % — чорних або афроамериканців - 2,3 % — корінних американців - 1,2 % — осіб інших рас |

До двох чи більше рас належало 5,8 %. Частка іспаномовних становила 3,3 % від усіх жителів.
За віковим діапазоном населення розподілялося таким чином: 26,7 % — особи молодші 18 років, 64,2 % — особи у віці 18—64 років, 9,1 % — особи у віці 65 років та старші. Медіана віку мешканця становила 37,7 року. На 100 осіб жіночої статі у переписній місцевості припадало 106,8 чоловіків;  на 100 жінок у віці від 18 років та старших — 115,9 чоловіків також старших 18 років.
Середній дохід на одне домашнє господарство  становив 51 202 долари США (медіана — 43 472), а середній дохід на одну сім'ю — 63 274 долари (медіана — 66 607). За межею бідності перебувало 10,8 % осіб, у тому числі 4,3 % дітей у віці до 18 років та 0,0 % осіб у віці 65 років та старших.
Цивільне працевлаштоване населення становило 424 особи. Основні галузі зайнятості: сільське господарство, лісництво, риболовля — 24,1 %, будівництво — 18,2 %, мистецтво, розваги та відпочинок — 14,9 %, освіта, охорона здоров'я та соціальна допомога — 11,8 %.